# 哀しみの終るとき
『哀しみの終るとき』（かなしみのおわるとき、Ça n'arrive qu'aux autres）は1971年のフランスのドラマ映画。
1970年に生まれてまもなく突然亡くなった監督のナディーヌ・トランティニャンの愛児（当時の夫はジャン＝ルイ・トランティニャン）の悲痛な実体験がもとになっている。主演は夫にマルチェロ・マストロヤンニ、その妻にカトリーヌ・ドヌーブが扮している。せっかく授かった我が子を突然の奇病で亡くした夫婦が悲しみに打ちのめされ、もがき苦しんだあとそれを乗り越えようとする様を描いている。ちなみに監督の娘であるマリー・トランティニャンが子役で、結婚式のフラワーガールの1人として顔を出している。

## ストーリー
大恋愛の末に結婚したマルチェロとカトリーヌ夫妻は、やっと授かった待望の我が子（娘）が生まれ、その子にカミーユと名付けて共に幸せな毎日が送れると思っていた。ところが順調に育つと思われていたカミーユの容態が急変、病院に駆けつけるも夫婦の必死の願いはむなしくカミーユは乳幼児突然死症候群で息を引き取ってしまう。絶望に打ちひしがれた夫婦は引き篭もってしまう。だが、何日も経ち、さすがにこれではいけないと思い前向きになるための旅に出る。とは言え、もちろん愛娘の事を忘れる事は出来ないが、2人は旅先である結婚式に遭遇し、偶然にも参加する事になった2人は賑やかな結婚式で数人の子供たちを見つける。無邪気な子供たちと接するうちにカトリーヌはまたしてもカミーユの事を思い出してしまうが･･･。

## キャスト
- カトリーヌ: カトリーヌ・ドヌーヴ
- マルチェロ: マルチェロ・マストロヤンニ
- カトリーヌの兄: セルジュ・マルカン
- マルグリット: ドミニク・ラブリエ（フランス語版）
- ソフィー: ダニエル・ルブラン（フランス語版）
- 若い女性: カトリーヌ・アレグレ（フランス語版）
- 女の子A: マリー・トランティニャン

## ソフト化
日本では一時期、アメリカ経由で英語版が入ってきていた。また、日本ではCIC・ビクタービデオから字幕版のVHS、LD版が出ていたが、現在では廃版であり、権利の関係でDVDは発売されていない。日本でテレビ放映された日本語吹替版についても現在では不明。
フランスではすでにDVDとして発売がなされている。(Universal Production France, EDV1284)

## 映画音楽について
当初はこの映画の音楽担当はミシェル・ルグランだったが、諸事情によりミッシェル・ポルナレフに交代した。ポルナレフによるテーマ曲「哀しみの終わるとき」はシングル盤としてフランス、日本で発売され、アルバム未収録曲でもあるシングルB面の曲「カトリーヌの追憶」（ピアノ・ソロ曲）も映画の中で使用されている。このほか、ポルナレフのサード・アルバム「ポルナレフの世界」に収録されている曲も使用されている。また、テリー・ライリーの現代音楽曲「ア・レインボー・イン・カーヴド・エア (A Rainbow In Curved Air)」の一部も使用されている。

## 補足
- この映画の共演がきっかけで、マルチェロ・マストロヤンニとカトリーヌ・ドヌーブは正式な夫婦ではなかったものの事実婚をし、1年後には結果キアラ・マストロヤンニが誕生した。
- この映画の22年後にロバート・アルトマン監督の映画『プレタポルテ』でキアラとマルチェロは親子共演を果たした。
- キアラとドヌーブはマルチェロの最期も看取ったという。